# Коларич, Шпела

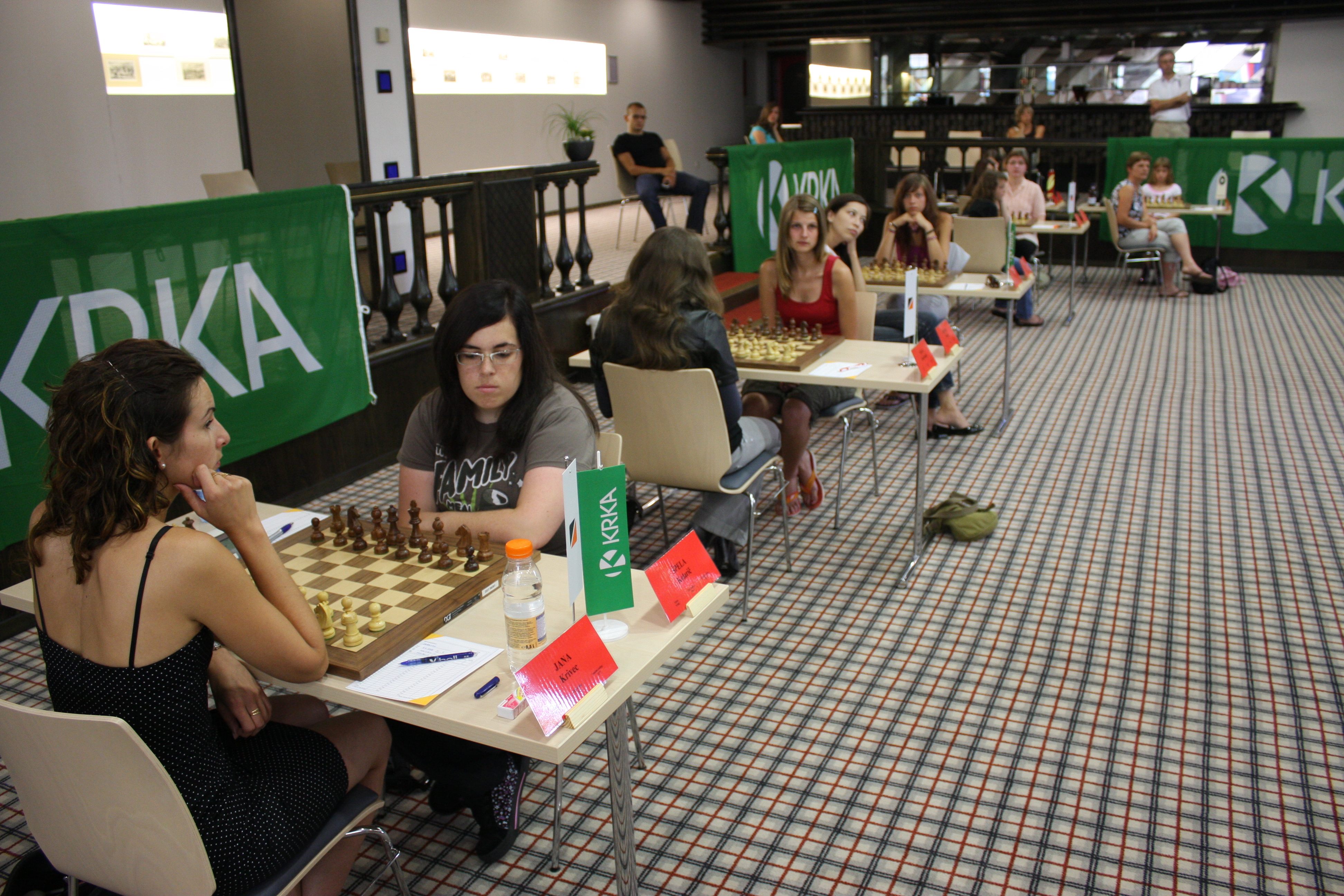
Чемпионат Словении 2009 г. Перед началом очередного тура. На переднем плане Ш. Коларич готовится играть чёрными с будущей победительницей турнира Я. Кривец.

Шпела Коларич (словен. Špela Kolarič, род. 22 июля 1993) — словенская шахматистка, мастер ФИДЕ среди женщин (2011).

## Биография
Трехкратная чемпионка Словении (2011, 2014 и 2016 гг.). Чемпионка Словении по рапиду 2020 г. Победительница юношеских чемпионатов Словении 2007 (до 14 лет), 2009 (до 16 лет), 2010 (в абсолютной возрастной категории) и 2011 (до 18 лет) гг. Победительница юношеского чемпионата Словении по блицу 2003 г. в категории до 10 лет. Победительница чемпионатов Словении для учащихся начальной (2007 и 2008 гг.) и средней (2008 г.) школы.
В составе сборной Словении участница двух шахматных олимпиад (2014 и 2016 гг.), командного чемпионата Европы 2015 г., двух юношеских командных чемпионатов Европы (2010 и 2011 гг.), Альпийских молодежных игр 2010 г. (сборная стала бронзовым призёром соревнования).
Бронзовый призёр юношеского чемпионата Евросоюза 2007 г. (в категории до 14 лет).
Бронзовый призёр юниорского чемпионата средиземноморских стран 2010 г.
Участница юношеских чемпионатов мира и Европы в разных возрастных категориях. Участница юниорского чемпионата мира 2012 г.

## Основные спортивные результаты
| Год  | Город            | Соревнование                                                       | + | − | = | Результат | Место         |
| ---- | ---------------- | ------------------------------------------------------------------ | - | - | - | --------- | ------------- |
| 2003 | Будва            | Юношеский чемпионат Европы (до 10 лет)                             |   |   |   |           | [ 11 ]        |
| 2005 | Херцег-Нови      | Юношеский чемпионат Европы (до 12 лет)                             |   |   |   |           | [ 11 ]        |
| 2006 | Херцег-Нови      | Юношеский чемпионат Европы (до 14 лет)                             |   |   |   |           | [ 12 ]        |
| 2007 | Мурэкк           | Юношеский чемпионат Евросоюза (до 14 лет)                          |   |   |   |           | 3             |
|      | Шибеник          | Юношеский чемпионат Европы (до 14 лет)                             |   |   |   |           | [ 11 ]        |
| 2008 | Любляна          | Чемпионат Словении                                                 | 4 | 4 | 1 | 4½ из 9   | 8—18          |
| 2009 | Фермо            | Юношеский чемпионат Европы (до 16 лет)                             |   |   |   |           | [ 14 ]        |
|      | Оточец           | Чемпионат Словении                                                 |   |   |   |           | [ 15 ]        |
| 2010 | Ханья            | Юниорский чемпионат средиземноморских стран                        |   |   |   |           | 3             |
|      | Порденоне        | Молодежные альпийские игры (сборная Словении, ?-я доска)           |   |   |   |           | Команда — 3-я |
|      | Яссы             | Юношеский командный чемпионат Европы (сборная Словении, ?-я доска) |   |   |   |           |               |
|      | Любляна          | Чемпионат Словении                                                 | 3 | 3 | 3 | 4½ из 9   | 5—6           |
|      | Порто-Карас      | Юношеский чемпионат мира (до 18 лет)                               |   |   |   |           | [ 17 ]        |
| 2011 | Любляна          | Чемпионат Словении                                                 |   |   |   |           | 1             |
|      | Пардубице        | Юношеский командный чемпионат Европы (сборная Словении, ?-я доска) |   |   |   |           |               |
| 2012 | Афины            | Юниорский чемпионат мира                                           |   |   |   |           | [ 18 ]        |
|      | Любляна          | Чемпионат Словении                                                 |   |   |   | 4½ из 9   | 5—6           |
| 2014 | Моравске-Топлице | Чемпионат Словении                                                 |   |   |   |           | 1             |
|      | Тромсё           | XXVI Олимпиада (сборная Словении, 3-я доска)                       | 5 | 1 | 4 | 7 из 10   |               |
| 2015 | Рейкьявик        | Командный чемпионат Европы (сборная Словении, ?-я доска)           | 4 | 2 | 2 | 5 из 8    |               |
| 2016 | Оточец           | Чемпионат Словении                                                 |   |   |   | 6½ из 9   | 1             |
|      | Баку             | XXVII Олимпиада (сборная Словении, 3-я доска)                      | 5 | 1 | 3 | 6½ из 9   |               |

## Изменения рейтинга
| Графики недоступны из-за технических проблем. См. информацию на Фабрикаторе и на mediawiki.org. |